# Grande école
L'espressione Grande école (in italiano, lett. Grande scuola) designa principalmente un istituto di istruzione superiore francese, a livello universitario, a cui si può essere ammessi quasi esclusivamente mediante un concorso aperto agli studenti delle classe préparatoire aux grandes écoles. Per estensione, il termine viene anche usato per indicare un ristretto numero di istituti di formazione di alti funzionari pubblici francesi, a cui si accede con concorso dopo la laurea universitaria quinquennale o un titolo equivalente. Infine, più recentemente, il termine può indicare alcuni istituti di istruzione superiore ai quali si accede direttamente per concorso o per domanda, o indirettamente tramite una classe préparatoire integrata a livello di baccalauréat (cioè di diploma di maturità) e in cui il corso di studi dura generalmente cinque anni.
Il sistema francese di insegnamento superiore, costituito dai corsi preparatori (classe préparatoire) e dalle grande école, e concluso da un diploma emesso dalla école, restò molto a lungo completamente scollegato dal sistema universitario francese. Solo nel 1999, in occasione della creazione del grado di master, i titolari di un diploma di ingegnere, di un diploma di un IEP e di certe scuole di commercio hanno ottenuto il diritto a un grado universitario riconosciuto dallo Stato.
Queste écoles sono rinomate per il loro prestigio ed i criteri altamente selettivi nell'ammissione degli studenti.

## Origini
L'espressione «grandes écoles» sembra essere stata creata durante la Rivoluzione francese, nel 1794, data in cui il matematico Gaspard Monge e Lazare Carnot diedero vita all'École polytechnique, probabilmente prendendo come esempio la scuola del genio di Mézières, scuola militare in cui aveva studiato Gaspard Monge. Va notato che alcune scuole che sono oggi comunemente designate come grande école sono in realtà più antiche del termine stesso: si possono citare ad esempio l'École nationale des ponts et chaussées e l'École nationale supérieure d'arts et métiers fondate nel corso del XVIII secolo.
La Francia ha in tal modo un sistema del tutto particolare, unico in Europa e nel mondo, in cui convivono le grandi scuole e le università. Le grandi scuole si concentrano soprattutto nell'insegnamento dell'ingegneria, del commercio, dell'agronomia, dell'amministrazione mentre l'università conserva l'esclusiva su alcune materie come la medicina e la giurisprudenza.

## Storia

### Prima della Rivoluzione francese
Creazione dei primi concorsi scientifici per l'ammissione nei corpi tecnici militari (Genio, Artiglieria, Marina).
Creazione di scuole di formazione degli ufficiali tecnici e degli ingegneri dello Stato: Scuola degli ingegneri-costruttori dei vascelli reali nel 1741, Scuola reale dei ponti e delle strade nel 1747, Scuola reale del genio di Mézières nel 1748, Scuola delle miniere nel 1783. Creazione di scuole reali militari per nobili con borsa di studio in preparazione all'ammissione nei corpi tecnici militari.

### La Rivoluzione francese e l'Impero
1794: Creazione della Scuola centrale dei lavori pubblici (rinominata École polytechnique nel 1795) e dell'École Normale Supérieure e del concorso di ammissione alla Polytechnique. L'École polytechnique  organizza la selezione e la formazione preliminare degli ingegneri dello Stato, prima delle scuole di applicazione (Scuola dei ponti e strade, Scuola delle miniere, Scuola del genio e dell'artiglieria di Metz, scuola della marina, scuola del genio marittimo, scuola speciale di geografia e topografia). L'ENS forma i futuri insegnanti.
1802: Creazione dei corsi preparatori (classes préparatoires) scientifiche all'interno dei licei (corso di matematica speciale) per preparare il concorso di ammissione all'École polytechnique.
Creazione della Scuola speciale militare di Saint-Cyr.

### 1815-1870
- 1818: Creazione del concorso di ammissione all'ENS.
- 1819: Creazione della Scuola speciale del commercio e dell'industria di Parigi, in seguito ESCP Business School, da parte di Vital Roux.
- Creazione della Scuola navale.
- 1821: Creazione della École des chartes.
- 1824: Creazione della Scuola reale delle acque e delle foreste (detta Scuola forestale).
- 1826: Creazione dell'Istituto reale agronomico di Thiverval-Grignon.
- 1829: Creazione della Scuola centrale delle arti e manifatture per formare ingegneri non militari.
- 1833: Legge Guizot, creazione delle scuole primarie superiori, in cui si studiava fino all'età di 16-17 anni e i cui studenti furono per lungo tempo gli allievi prediletti della Scuola degli arti e mestieri (Écoles d'arts et métiers), della Scuola superiore di fisica e chimica industriale di Parigi, della Scuola centrale di Lione e delle scuole di commercio.
- Creazione di nuovi corpi di ingegneri dello Stato e delle relative scuole.
- Creazione di nuovi corpi di insegnanti e di scuole normali superiori.
- Creazione di scuole di commercio a Lione e nelle città portuali (Marsiglia, Bordeaux, Rouen).
- 1850: Legge Falloux.
- Il baccalaureato è reso obbligatorio per l'iscrizione al concorso di ammissione all'École polytechnique.
- 1854: Creazione della École des Arts industriels et des Mines de Lille (École centrale de Lille)
- 1866: Il liceo Saint Louis crea diverse divisioni che preparano alla École polytechnique, alla Scuola normale superiore (scienze), alla École centrale, alla Scuola forestale e alla Scuola di Saint-Cyr, alle quali si aggiunse nel 1885 una preparazione al concorso di ammissione alla Scuola navale.
- Apertura delle scuole di formazione degli ingegneri dello Stato (le Miniere, i Ponti e le Strade, 1851) agli allievi esterni (diplomi di ingegneri civili, cioè non militari), creazione di nuovi concorsi di ammissione.

### 1870-1945
- 1871: Creazione della Scuola Libera di Scienze Politiche in reazione al "fallimento delle élite", giudicate responsabili della sconfitta nella guerra con la Germania.
- 1875: Legge sul libero insegnamento superiore. Creazione dei corsi preparatori letterari (corso di retorica superiore)
- 1881: Creazione dell'HEC, come scuola di commercio  "superiore", sul modello dell'École Centrale per gli ingegneri civili, da parte della Camera di Commercio di Parigi. Contrasti con le scuole e le camere di commercio della provincia, che alla fine adotteranno il modello dell'HEC.
- 1886: Creazione di un anno preparatorio alla HEC da parte della Camera di Commercio di Parigi
- 1890: Creazione di un concorso comune di ammissione alle scuole di agronomia
- 1891: Creazione della École d'ingenieurs de Marseille (École centrale de Marseille)
- 1894: Creazione dell'École supérieure d'électricité (Supélec)
- 1896: Legge Liard, creazione di istituti d'insegnamento superiore tecnico dipendenti dalle università (principalmente a Grenoble e Nancy).
- Creazione di scuole di commercio nella maggior parte delle grandi città, da parte delle Camere di Commercio e d'Industria, ma anche da parte delle municipalità (Grenoble, Nantes).
- 1905: Riforma dei concorsi scientifici, introduzione della fisica
- 1907: Creazione del titolo di ingegnere delle arti e mestieri, il brevetto della Scuola di Arti e Mestieri equivale al baccalaureato, dopo il diploma di Arti e Mestieri è possibile accedere all'École centrale o Supélec dopo un anno di corsi di matematica. Creazione dei corsi di matematiche speciali preparatori e dei corsi preparatori letterari
- 1907: Creazione dell'ESSEC, come scuola di commercio  "superiore"
- 1919: Legge Astier sull'insegnamento tecnico
- 1920: Il concorso sostituisce l'esame di ammissione alla HEC e progressivamente in altre scuole superiori di commercio
- 1923: Creazione del titolo di ingegnere-dottore.
- 1934: Legge sui titoli di ingegneri e creazione della Commissione dei titoli di ingegnere

### Dopo la seconda guerra mondiale
- Creazione di nuove scuole per formare gli alti funzionari pubblici  (per esempio, l'École nationale d'administration).
- Creazione degli Istituti di Studi Politici (IEP, meglio noto come Sciences Po), sul modello della Scuola libera di Scienze Politiche, che viene nazionalizzata e diventa l'IEP di Parigi.
- Trasformazione degli istituti universitari in scuola nazionale superiore di ingegneri e creazione di un concorso unico di ammissione per accedervi.
- Innalzamento del livello delle Scuole nazionali di arti e mestieri, cursus in 4 anni dopo un baccalaureato tecnologico. La durata della formazione nelle scuole di ingegneri e di commercio si uniforma a 3 anni.
- Sviluppo delle scuole superiori di insegnamento tecnico dopo-baccalaureato.
- 1949: Creazione della scuola di aviazione École nationale de l'aviation civile (ENAC)
- Iniziano a diffondersi concorsi comuni tra varie scuole (Supélec-SupOptique nel 1957, Centrale Paris-Centrale Lyon nel 1963 e infine Centrale-Supélec).
- 1961: Creazione della scuola di aeronautica e spazio Institut polytechnique des sciences avancées (IPSA)
- 1965: Creazione del Centro studi letterari e scientifici applicati, divenuto in seguito Scuola di Alti Studi in Scienze dell'Informazione e della Comunicazione, con statuto particolare in quanto autonomo ma integrato alla Sorbona.
- 1968: Creazione dello statuto di "istituto nazionale politecnico"
- 1970: Creazione dell'ENSTA, Scuola nazionale superiore di tecnica avanzata, raggruppando quattro scuole di applicazione dell'École polytechnique e creazione del concorso comune École des Mines-École des Ponts et Chaussées.
- 1974: Le Scuole nazionali di arti e mestieri passano a un cursus su 3 anni dopo 2 anni di corsi preparatori.
- 1977: Creazione della École nationale supérieure des télécommunications de Bretagne
- 1984: Creazione di Grenoble École de management specializzata nel Management tecnologico.
- Generalizzazione dei concorsi comuni.
- I corsi preparatori delle scuole di commercio diventano su due anni nel 1996.
- Passaggio da 3 a 5 anni del cursus degli Istituti di studi politici (anni 2000).
- 2011: creazione di Novancia Business School dalla fusione delle due antiche e prestigiose università Negociá e Advancia.

## Sociologia dellegrandes écoles
Il sistema delle grandes écoles è stato oggetto di numerosi studi sociologici in Francia. Gli studenti e i diplomati di queste scuole rappresentano una élite che tende a ricoprire i posti chiave in numerose aziende private e istituzioni pubbliche.

### Pierre Bourdieu e laNobiltà di Stato
La principale ricerca sociologica sulle grandes écoles francesi è stata realizzata da Pierre Bourdieu e dai suoi collaboratori nel corso degli anni '70 e '80. Il riassunto dei risultati di questa ricerca è pubblicato nel libro firmato insieme a Monique de Saint-Martin dal titolo La nobiltà di Stato. Grandes écoles e spirito di corpo (1989).
Secondo Bourdieu, una delle funzioni sociali del sistema educativo nel suo complesso è quella di assicurare la stabilità della struttura e dell'ordine sociale, ivi comprese le sue ineguaglianze. In altri termini, Bourdieu sostiene che queste grandi scuole contribuiscono attivamente a riprodurre le gerarchie sociali e in particolare a perpetuare una sorta di nobiltà (si noti tra l'altro che la sua ricerca fu pubblicata nell'anno del bicentenario della Rivoluzione francese).
Naturalmente, per accedere alle grandi scuole occorre superare dei concorsi aperti a tutti, in cui non viene tenuta in considerazione la famiglia di provenienza. Sono quindi superati da studenti che si siano dedicati intensamente allo studio e dotati di capacità superiori alla media. In altre parole, a prima vista i diplomati di queste scuole, che aprono tante opportunità di carriera "nobili", lo sono esclusivamente grazie alle loro qualità personali.
Tuttavia, l'analisi dell'origine sociale degli studenti ammessi in queste scuole mostra che i ragazzi provenienti dai "ceti superiori” della società sono nettamente sovrarappresentati. Partendo da questo dato di fatto, Bourdieu tenta di mostrare che le modalità di selezione di queste grandi scuole - i corsi preparatori e i concorsi di ammissione - sono molto semplicemente adattate alle attitudini sociali tipiche degli appartenenti a questi "ceti superiori": il concorso di ammissione, presentato come strumento perfettamente egalitario, sarebbe in realtà una prova profondamente inegalitaria, valorizzando un tipo di sapere e di saper fare tipicamente borghesi (borghesia d'affari alla HEC; borghesia intellettuale all'École Normale Supérieure, per esempio).
Secondo Bourdieu, l'evidenza statistica della selezione per ceti viene mascherata, agli occhi di tutti, compresi gli studenti che non riescono ad accedere alle grandi scuole, dal fatto che il superamento del concorso in sé è dovuto esclusivamente alle capacità personali e di doti intellettuali. Bourdieu parla a questo proposito di una "ideologia della capacità" su cui si basa la legittimità sociale di questo processo di selezione delle élite.

### Altri lavori
Michel Bauer ha pubblicato dei lavori sul modo in cui si formano le élite in Francia; essi sono del tutto complementari alle ricerche di Bourdieu. Una delle opere di Bauer, pubblicata nel 1992 in collaborazione con Bertin-Mourot, offre tra l'altro un confronto tra la Francia e la Germania per quanto riguarda le traiettorie sociali dei grandi dirigenti dei due paesi.
Un altro studio sociologico di grande portata è stato compiuto da Gilles Lazuech. Mentre Pierre Bourdieu e i suoi collaboratori si erano occupati essenzialmente delle condizioni di accesso alle scuole, Lazuech si dedica all'azione pedagogica specifica delle grandes écoles francesi, interrogandosi sulla loro capacità di conservare la loro specificità in un contesto di mondializzazione.
Infine, alcune monografie sociologiche sono state realizzate sull'una o sull'altra grande scuola, in particolare Denys Cuche si è dedicato all'école des Arts et Métiers e Henri Le More all'HEC di Parigi. Monique de Saint Martin, già collaboratrice di Pierre Bourdieu, si è interessata più specificamente, durante gli anni '90, alla crescente influenza delle scuole di gestione.

## Tipologia dellegrandes écoles
La tipologia proposta dal Ministero dell'Istruzione francese delimita con precisione il perimetro di ciò che viene chiamato "grande école":
"Sotto la denominazione «grandes écoles» sono raggruppate le scuole di ingegneri, le scuole normali superiori (ENS), le scuole di commercio e le scuole veterinarie. Queste grandes écoles si caratterizzano per il livello elevato del loro diploma (di solito 5 anni dopo il baccalaureato) e per una forte selezione all'ammissione."
Nondimeno, se questo perimetro è stabilito con chiarezza, non esiste una lista vera e propria di grandes écoles. Il termine indicava all'inizio un piccolo numero di scuole il cui scopo era di fornire personale alle alte funzioni dello Stato, selezionando esclusivamente su concorso a prove, poi il suo uso si è esteso a altri istituti che presentano una grande diversità di livello e di modalità di selezione. I testi ufficiali fanno anche riferimento alle grandes écoles collegandole alle classe préparatoire aux grandes écoles. Tuttavia la Conferenza delle grandes écoles, associazione professionale secondo la legge 1901 e finanziata dallo Stato, utilizza una definizione più larga della nozione di "grande école", non ristretta alle scuole che selezionano generalmente su concorso dopo i corsi preparatori, 2 anni dopo il baccalaureato, e comprendente un certo numero di istituti di insegnamento superiore che attribuiscono diplomi dopo 5 anni di studio dopo il baccalaureato e che selezionano generalmente su domanda o su concorso dopo il baccalaureato.

### Modalità di selezione delleécoles
A livello di corso studi, si distinguono due tipi di scuole (che permettono comunque di ottenere lo stesso titolo): le scuole su 3 anni (livello richiesto per l'iscrizione Bac+2, livello d'uscita Bac+5) e le scuole in 5 anni senza passaggio per i corsi preparatori (da Bac a Bac+5). Queste ultime sono generalmente dette "post bac" o "con prépa integrati", sebbene i primi due anni non siano generalmente di preparazione a un concorso di ammissione al terzo anno.
In entrambi i tipi di scuola è comunque tipicamente possibile richiedere l'ammissione al terzultimo o penultimo anno avendo seguito una formazione esterna:
- Per il terzultimo anno, è possibile richiedere l'ammissione dopo i due anni di una classe preparatoria, dopo un DUT o un BTS (diplomi universitari della durata di due anni con un'impronta più professionalizzante) oppure dopo due o tre anni di laurea triennale ("Licence"). L'ammissione avviene su concorso: alcune scuole prevedono un vero e proprio test d'ingresso, altre effettuano una selezione su "dossier" (valutando dunque ogni studente secondo i percorsi seguiti ed i voti ottenuti); seguita a volte da un colloquio orale. In entrambi i casi gli studenti che escono da una classe preparatoria sono di solito avvantaggiati, soprattutto rispetto a studenti di DUT e BTS.
- Per l'ammissione al penultimo anno (i cui posti disponibili sono abbastanza limitati) è richiesto quasi sempre un "M1" (l'equivalente italiano del primo anno di laurea specialistica), e la selezione si effettua quasi esclusivamente su dossier.

Alcune scuole prevedono vincoli ulteriori per studenti non provenienti da classi preparatorie (come ad esempio una formazione effettuata esclusivamente da università convenzionate con la scuola).

### Campi di insegnamento delle scuole
A seconda del campo di insegnamento, si distinguono:
- le Scuole militari;
- le Scuole normali superiori;
- le Scuole di ingegneri;
- le Scuole di commercio e di gestione;
- la Scuola nazionale di cartografia;
- gli Istituti di studi politici.

## Relazione con i centri di ricerca e sviluppo e le aziende
Secondo principi di territorialità, le relazioni tra grandes écoles, le università, i centri di ricerca e sviluppo e le aziende possono essere organizzate nell'ambito di "poli di competenza", attraverso progetti di "intelligenza economica territoriale".